# УейкЪп! България
Шаблон:Културно-образователен фестивал
 "Събуди се!" Експеримент (на английски: WakeUp! Bulgaria Festival – „Събуди се! България фестивал“) е културно-образователен фестивал в България.
Провежда се ежегодно от 2011 г. насам с продължителност 6 дни в Родопите на поляните до борова гора между град Куклен и близкия Кукленски манастир „Свети Безсребреници Козма и Дамян“, на 7 километра южно от град Пловдив.

## „УейкЪп!“ 2015
През 2015 г. фестивалът обединява култура, музика и български обичаи. Провежда се от 3 до 5 юли. Културно-музикалната програма е разделена на 3 сцени, участват артисти от България и други страни от Европа.

### Съпътстващи събития[3][4]
- детска градина
- горски цирк
- работилници
- традиционни занаяти
- арт базар
- лекции и дискусии
- конна езда
- пермакултура
- кино
- театър
- екстремни спортове
- йога
- хамачена градина
- рециклиране на отпадъци
- чил зона

### Музикална сцена[5][6]
| 03.07.2015 | 03.07.2015                                                                      | 04.07.2015 | 04.07.2015 | 04.07.2015                                           | 05.07.2015                                                      | 05.07.2015 |
| Главна сцена | Пситранс сцена                                                                  | Главна сцена | Пситранс сцена | Айляшка сцена                                        | Айляшка сцена                                                   |            |
| Conquering Lion /MKD/ One Soul Sen I Dub Constructor – Zionlionz Crew Green Out /MKD/ Керанов & Jay Удърната група – Skill, Jose & Chernia Атила & Акаша Emil Prize (Camp Sessions) Павлин Томов | OXI – /SRB/ Negada E.U.E.R.P.I. Marshmellow / Funkadelia Wonder / Corda Pacific | Карандила джуниър Разходка по луната Balkansky Ivan Shopov – DJ set /Platform, Kuker/ Група „Тъпани и Гайди“ WakеЪп! Project | E-CLIP – /SRB/ Goa Angel /Goa Galaxy/ Kundalini Goa Angel Man of no ego Shrooms / Contact Changing Perspectives Niquiet | Deflax Тъп Дъб-проект Пулс Nearly Dog Broject Akasha | Nanera Parapitek Selecta Antoniy HILLa Visitor Q Daft Dub dMono |            |

### Видео кадри
Видеозаписи, които предават част от атмосферата на фестивала:
- Събуди Se Promo Movie
- WakeЪп! България 2015
- WAKE ЪП! 2015:: 3-5.07.2015 – Куклен (Пловдив)
- Trough My Eyes EP.1 – Wake Ъп

### Снимки[7]
- Нестинарство 2015
- WakeUp 2015
- Тъпани и гайди 2015
- Кукери 2015
- Сутрешен спорт 2015
- Български народни танци 2015
- Фестивал 2015
- Айляк Хамак 2015